# Света Богородица Пречиста (Градешница)
„Въведение на Пресвета Богородица“ или „Света Богородица Пречиста“ (на македонска литературна норма: „Воведение на Пресвета Богородица“) е средновековна църква в битолското село Градешница, Северна Македония, част от Преспанско-Пелагонийската епархия на Македонската православна църква – Охридска архиепископия.
Храмът е разположена на малко възвишение. Граден е от необработен камък с кал, освен апсидата, която е изградена от камък, тухли и варов хоросан. По начина на зидане и по изгледа си малката непретенциозна църквичка малко се различава от селските къщи. Църквата е забележителна със своята керамодекорация на апсидалната фасада и датира от последните години на XV век. Останалите зидове са чисто бели, без декорация. В пространството пред апсидата са запазени няколко масивни каменни плочи, които показват наличие на средновековни гробища.
Сградата архитектурно е поделена на два дяла: на изток е еднокорабен наос с размери 7,5 m на 5 m, а в западния дял е нартексът с главния вход, до който се слиза по стръмни каменни стълби. Външният вид на сградата е изменен с продължения нартекс с размери 4 m на 5 m. В тази част църквата е над метър и половина под повърхността и в нея се слиза по няколко каменни стъпала към входната врата. Нартексът е доизграден по-късно, а във вътрешността му има дървена галерия - женска църква, обновена или направена по време на реформите на Танзимата. На южната страна има вход с ниша над него, където е изобразен бюст на Свети Николай, а над апсидата под покрива още се виждат остатъци от Богородица Оранта.
Най-старата църква имала двускатен покрив с каменни плочи като в Прилеп и Костур, които са налице до консервацията на църквата в 2002 година. Зидарията е с дялан и необработен камък в комбинация с тухли на полукръглата апсида и с употреба на остатъци от римска гробна керамика от близкия некропол като декоративен материал. Църквата е украсена с керамопластична декорация във форма на рибена кост, рибени люспи и Христограм. Горните партии са декорирани с ромбове, паралелограми, които съдържат буквата И (Исус), а на дъното на паралеограм е буквата Х (Христос).
Стенната живопис и силно повредена от дима и изваждане на очите на образите. Вътрешността на църквата е тъмна – има само три скромни прозореца на северната стена и един тесен на южната. Интериорът е скромно декориран, главно в олтарното пространство, в апсидата с изображението на Богородица Ширшая небес с малкия Исус Емануил.

## Галерия
- Поглед към църквата
- Входът
- Абсидата
- Поглед към църквата